# Marthemont
Marthemont é uma comuna francesa na região administrativa de Grande Leste, no departamento de Meurthe-et-Moselle. Estende-se por uma área de 2,17 km². Em 2010 a comuna tinha 44 habitantes (densidade: 20,3 hab./km²).